# Elektrizitätsversorgung in Französisch-Indochina
Die Elektrizitätsversorgung in Französisch-Indochina wurde in größerem Rahmen erst nach dem Ersten Weltkrieg aufgebaut, obwohl bereits am Ende des 19. Jahrhunderts die ersten elektrischen Anlagen im Land entstanden.
1937 speisten 64 Kraftwerke mit einer installierten Leistung 61,263 MW 75 Mio. kWh ins öffentliche Netz ein. 62 der 64 waren Wärmekraftwerke, die zumeist mit der in Tonkin abgebauten Kohle befeuert wurden, daneben bestanden zwei Wasserkraftwerke.
Private Unternehmen betrieben 23 weitere Kraftwerke (19 Wärmekraftwerke, vier Wasserkraftwerke) zur direkten Versorgung großer Industrieanlagen oder Bergwerke, diese hatten eine installierte Leistung von 32,1 MW und produzierten im Jahr 1937 78 Mio. kWh. elektrische Energie.
Etwa die Hälfte der Elektrizität wurde 1937 in Cochinchina produziert, ein Drittel in Tonkin, das restliche Sechstel in den übrigen drei Landesteilen. Die Hauptverbraucher befanden sich in den großen Städten Hanoi, Haiphong, Saigon und Phnom Penh. Je knapp die Hälfte der Elektrizitätsproduktion wurde für Beleuchtung und Industrie verwendet, etwa fünf Prozent für den Betrieb elektrischer Straßenbahnen. Der Pro-Kopf-Verbrauch an elektrischer Energie für Beleuchtung lag 1937 bei 1,3 kWh.